# Liste des sites du patrimoine culturel au Baloutchistan
Selon le rapport publié par l'Agence pakistanaise pour la protection de l'environnement sur les sites protégés, le Baloutchistan a 27 sites archéologiques et monuments protégés par le gouvernement fédéral. Cela inclut l'unique monument national de la province : la résidence de Ziarat, où Jinnah a vécu les dernières années de sa vie. Il y a également un lieu sur la liste indicative pour le patrimoine mondial, Mehrgarh.
Sur les 400 sites et monuments protégés par l'Antiquities Act de 1975, la province contient 7 sites en Catégorie 1, 8 en catégorie II et 14 en catégorie III.

## Gouvernement fédéral
| Identifiant | Monument                               | Type | District                   | Adresse                                                                                          | Description | Coordonnées    | Illustration                      |
| ----------- | -------------------------------------- | ---- | -------------------------- | ------------------------------------------------------------------------------------------------ | ----------- | -------------- | --------------------------------- |
| BA-1        | Tertre de Pirak                        |      | District de Sibi           | Village Kolachi — situé à 17 km au sud de Sibi à droite de la route vers Jacobabad               |             | à géolocaliser | Tertre de Pirak                   |
| BA-2        | Nindo Damb                             |      | District de Killa Abdullah | Vallée d'Ornach, Tehsil Wadh                                                                     |             | à géolocaliser | Image manquante Téléverser        |
| BA-3        | Remparts de Jhalawar                   |      | District de Kharan         | Jhalawar                                                                                         |             | à géolocaliser | Image manquante Téléverser        |
| BA-4        | Fort d'Azad Khan (Fort de Kharan)      |      | Kharan                     | Kharan                                                                                           |             | à géolocaliser | Fort d'Azad Khan (Fort de Kharan) |
| BA-5        | Pally Kalat                            |      | Kharan                     | Washbohi                                                                                         |             | à géolocaliser | Pally Kalat                       |
| BA-6        | Fort de Nauroze                        |      | Kharan                     | Nauroze                                                                                          |             | à géolocaliser | Image manquante Téléverser        |
| BA-7        | Tombe ancienne                         |      | Kharan                     | Jhalawar                                                                                         |             | à géolocaliser | Tombe ancienne                    |
| BA-8        | Har-o-Goke                             |      | Kharan                     | Garuk                                                                                            |             | à géolocaliser | Image manquante Téléverser        |
| BA-9        | Cimetière de Bara Bagh                 |      | District de Lasbela        | Babrs                                                                                            |             | à géolocaliser | Cimetière de Bara Bagh            |
| BA-10       | Tombe du Général Muhammad Ibn-e-Haroon |      | Lasbela                    | Ville de Bela                                                                                    |             | à géolocaliser | Image manquante Téléverser        |
| BA-11       | Tombes à Hinidan                       |      | Lasbela                    | Pir Mubarakm                                                                                     |             | à géolocaliser | Tombes à Hinidan                  |
| BA-12       | Tombes de Chowkhundi (Rumi)            |      | Lasbela                    | Bhawani Sarai, à 8 km de Hub Chowki                                                              |             | à géolocaliser | Tombes de Chowkhundi (Rumi)       |
| BA-13       | Site de Tordheri                       |      | District de Loralai        | Tordheri                                                                                         |             | à géolocaliser | Image manquante Téléverser        |
| BA-14       | Haut tertre                            |      | Loralai                    | Dabarkot                                                                                         |             | à géolocaliser | Image manquante Téléverser        |
| BA-15       | Tertre préhistorique                   |      | Loralai                    | Harian Haider Zai                                                                                |             | à géolocaliser | Tertre préhistorique              |
| BA-16       | Damb Judeir ou Judeir-jo-daro          |      | District de Nasirabad      | Deh Jodher No. 2 entre Jhat Pat et Dera Murad Jamali                                             |             | à géolocaliser | Image manquante Téléverser        |
| BA-17       | Tertre No. 1 à Killi Gul Muhammad      |      | District de Quetta         | Village Kotwal — situé à 3 km au nord-ouest de Quetta sur le côté gauche de la route vers Chaman |             | à géolocaliser | Image manquante Téléverser        |
| BA-18       | Tertre No. 2                           |      | Quetta                     | Village Samangali, à l'ouest de l'aéroport                                                       |             | à géolocaliser | Image manquante Téléverser        |
| BA-19       | Tertre No. 3 à Damb Sadat              |      | Quetta                     | Situé à 13 km au sud-ouest de Quetta                                                             |             | à géolocaliser | Image manquante Téléverser        |
| BA-20       | Tertre No. 5 à Ahmad Khanzai           |      | Quetta                     | Situé à 5 km au sud de Quetta                                                                    |             | à géolocaliser | Image manquante Téléverser        |
| BA-21       | Tertre No. 6                           |      | Quetta                     | Shahi Khan, près de Pir Ballo sur la route de Sariab                                             |             | à géolocaliser | Image manquante Téléverser        |
| BA-22       | Tertre No. 7                           |      | Quetta                     | Kachlak sur la route de Chaman                                                                   |             | à géolocaliser | Image manquante Téléverser        |
| BA-23       | Tertre No. 8                           |      | Quetta                     | Village Samali (Dosak-i-Khasyan)                                                                 |             | à géolocaliser | Image manquante Téléverser        |
| BA-24       | Tertre No. 9                           |      | Quetta                     | Village Metar Zai                                                                                |             | à géolocaliser | Image manquante Téléverser        |
| BA-25       | Tertre No. 10                          |      | Quetta                     | Shaikh Manda sur la route de Chaman                                                              |             | à géolocaliser | Tertre No. 10                     |
| BA-26       | Tertre No. 11                          |      | Quetta                     | Village Vauhisar                                                                                 |             | à géolocaliser | Image manquante Téléverser        |
| BA-27       | Résidence de Quaid-e-Azam              |      | District de Ziarat         | Ziarat                                                                                           |             | à géolocaliser | Résidence de Quaid-e-Azam         |
| BA-28       | Site archéologique de Mehrgarh         |      | District de Bolan          | Dhadar - situé à 18 km au sud-est de Dhadar sur la rive droite de la rivière Bolan               |             | à géolocaliser | Site archéologique de Mehrgarh    |

## Sites et patrimoine non protégés
| Identifiant | Monument                                                      | Type | District          | Adresse                                                                       | Description | Coordonnées    | Illustration                                   |
| ----------- | ------------------------------------------------------------- | ---- | ----------------- | ----------------------------------------------------------------------------- | ----------- | -------------- | ---------------------------------------------- |
| BA-U-1      | Tombe de Bangi Ismail (1468)                                  |      | Gwadar            | [ 5 ]                                                                         |             | à géolocaliser | Image manquante Téléverser                     |
| BA-U-2      | Tombes de Jiwani (XIVe siècle)                                |      | Gwadar            | Jiwani                                                                        |             | à géolocaliser | Tombes de Jiwani (XIVe siècle)                 |
| BA-U-3      | Tombe de Pasni (XIVe siècle)                                  |      | Gwadar            | Pasni                                                                         |             | à géolocaliser | Image manquante Téléverser                     |
| BA-U-4      | Mosquée de Sohbatpur (1940)                                   |      | Jafarabad         | [ 5 ]                                                                         |             | à géolocaliser | Image manquante Téléverser                     |
| BA-U-5      | Fort de Kalatuk (XVIIIe siècle)                               |      | Kech              | [ 5 ]                                                                         |             | à géolocaliser | Fort de Kalatuk (XVIIIe siècle)                |
| BA-U-6      | Miri Qila (Fort de Miri)                                      |      | Kech              | [ 5 ]                                                                         |             | à géolocaliser | Miri Qila (Fort de Miri)                       |
| BA-U-7      | Tombes de Nikoderian                                          |      | Kharan et Panjgur | à Mashkel, Nag et Panjgur                                                     |             | à géolocaliser | Image manquante Téléverser                     |
| BA-U-8      | Sanctuaire de Khawaja Amran                                   |      | Killa Abdullah    | Près de Gulistan                                                              |             | à géolocaliser | Image manquante Téléverser                     |
| BA-U-9      | Tertre de Spin Ghundi                                         |      | Killa Abdullah    | Près du village de Habibzai au pied d'une ramification du Khawaja Amran Range |             | à géolocaliser | Image manquante Téléverser                     |
| BA-U-10     | Gondrani (ou Gundriani)                                       |      | Lasbela           | [ 7 ]                                                                         |             | à géolocaliser | Gondrani (ou Gundriani)                        |
| BA-U-11     | Sanctuaire de Shah Bilawal                                    |      | Khuzdar           | [ 8 ]                                                                         |             | à géolocaliser | Image manquante Téléverser                     |
| BA-U-12     | Mosquée de Jamia (1838)                                       |      | Lasbela           | Bela                                                                          |             | à géolocaliser | Image manquante Téléverser                     |
| BA-U-13     | Lahut-i-Lamakan (grotte)                                      |      | Khuzdar           | [ 8 ]                                                                         |             | à géolocaliser | Lahut-i-Lamakan (grotte)                       |
| BA-U-14     | Sanctuaire de Kumb                                            |      | Lasbela           | [ 8 ]                                                                         |             | à géolocaliser | Image manquante Téléverser                     |
| BA-U-15     | Shireen et Farhad (sanctuaire)                                |      | Lasbela           | [ 8 ]                                                                         |             | à géolocaliser | Shireen et Farhad (sanctuaire)                 |
| BA-U-16     | Sassi et Punnu (sanctuaire)                                   |      | Lasbela           | Mouza Mumbar, Tehsil Sonmiani                                                 |             | à géolocaliser | Image manquante Téléverser                     |
| BA-U-17     | Sanctuaire de Pir Fida Hussain                                |      | Lasbela           | [ 8 ]                                                                         |             | à géolocaliser | Image manquante Téléverser                     |
| BA-U-18     | Sanctuaire de Pir Moosiani                                    |      | Lasbela           | [ 8 ]                                                                         |             | à géolocaliser | Image manquante Téléverser                     |
| BA-U-19     | Sanctuaire de Pir Mohiddin                                    |      | Lasbela           | [ 8 ]                                                                         |             | à géolocaliser | Image manquante Téléverser                     |
| BA-U-20     | Sanctuaire de Mai Gondrani                                    |      | Lasbela           | [ 8 ]                                                                         |             | à géolocaliser | Image manquante Téléverser                     |
| BA-U-21     | Mosquée de Shahi Jamia                                        |      | Lasbela           | Bela                                                                          |             | à géolocaliser | Image manquante Téléverser                     |
| BA-U-22     | Tombe de Sir Robert Sandeman                                  |      | Lasbela           | Bela                                                                          |             | à géolocaliser | Image manquante Téléverser                     |
| BA-U-23     | Sanctuaire de Karia Pir                                       |      | Lasbela           | Bela                                                                          |             | à géolocaliser | Image manquante Téléverser                     |
| BA-U-24     | Source de Sassi                                               |      | Lasbela           | [ 9 ]                                                                         |             | à géolocaliser | Image manquante Téléverser                     |
| BA-U-25     | Chinjan                                                       |      | Loralai           | 68 km au sud-ouest de Loralai                                                 |             | à géolocaliser | Chinjan                                        |
| BA-U-26     | Daber Kot                                                     |      | Loralai           | 18 km au nord-est de Duki                                                     |             | à géolocaliser | Image manquante Téléverser                     |
| BA-U-27     | Mughal Qila (Fort moghol) (XVIe siècle)                       |      | Loralai           | [ 5 ]                                                                         |             | à géolocaliser | Mughal Qila (Fort moghol) (XVIe siècle)        |
| BA-U-28     | Rana Ghundai                                                  |      | Loralai           | [ 10 ]                                                                        |             | à géolocaliser | Rana Ghundai                                   |
| BA-U-29     | Surjangal                                                     |      | Loralai           | 8 km au nord-est de Sinjawi, dans la vallée de Baghave sur la route de Duki.  |             | à géolocaliser | Surjangal                                      |
| BA-U-30     | Torghar — grottes et abris sous roches avec peintures         |      | Musakhel          | Sulaiman Range                                                                |             | à géolocaliser | Image manquante Téléverser                     |
| BA-U-31     | Village de Zuncari — abris sous roche                         |      | Musakhel          | Sulaiman Range                                                                |             | à géolocaliser | Village de Zuncari — abris sous roche          |
| BA-U-32     | Sara Qila (Fort de Sara)                                      |      | Pishin            | [ 5 ]                                                                         |             | à géolocaliser | Image manquante Téléverser                     |
| BA-U-33     | Maison du Gouverneur                                          |      | Quetta            | [ 11 ]                                                                        |             | à géolocaliser | Maison du Gouverneur                           |
| BA-U-34     | Bâtiment du Secrétariat du Baloutchistan                      |      | Quetta            | Quetta                                                                        |             | à géolocaliser | Image manquante Téléverser                     |
| BA-U-35     | Gare de Quetta                                                |      | Quetta            | Quetta                                                                        |             | à géolocaliser | Gare de Quetta                                 |
| BA-U-36     | Poste centrale de Quetta                                      |      | Quetta            | Quetta                                                                        |             | à géolocaliser | Image manquante Téléverser                     |
| BA-U-37     | Palais de justice                                             |      | Quetta            | Quetta                                                                        |             | à géolocaliser | Palais de justice                              |
| BA-U-38     | Haute cour du Baloutchistan                                   |      | Quetta            | Quetta                                                                        |             | à géolocaliser | Haute cour du Baloutchistan                    |
| BA-U-39     | Quartier-général des Frontier Corps                           |      | Quetta            | Quetta                                                                        |             | à géolocaliser | Image manquante Téléverser                     |
| BA-U-40     | Command and Staff College (bâtiment principal)                |      | Quetta            | Quetta                                                                        |             | à géolocaliser | Command and Staff College (bâtiment principal) |
| BA-U-41     | Babar/Khosti - 10 abris sous roche                            |      | Zhob              | Sulaiman Range                                                                |             | à géolocaliser | Image manquante Téléverser                     |
| BA-U-42     | Badanzai                                                      |      | Zhob              | Bronze Age                                                                    |             | à géolocaliser | Image manquante Téléverser                     |
| BA-U-43     | Dhana Abdullahzai - 1 abris sous roche - peinture de sanglier |      | Zhob              | Sulaiman Range                                                                |             | à géolocaliser | Image manquante Téléverser                     |
| BA-U-44     | Sanctuaire de Hazrat Nazar Nika                               |      | Zhob              | 6 km from Zhob                                                                |             | à géolocaliser | Image manquante Téléverser                     |
| BA-U-45     | Sanctuaire de Hazrat Khostu Baba                              |      | Zhob              | 100 km de Zhob vers le Waziristan                                             |             | à géolocaliser | Image manquante Téléverser                     |
| BA-U-46     | Ismailzai                                                     |      | Zhob              | [ 10 ]                                                                        |             | à géolocaliser | Image manquante Téléverser                     |
| BA-U-47     | Lakaha Band - 4 abris sous roche                              |      | Zhob              | Sulaiman Range                                                                |             | à géolocaliser | Image manquante Téléverser                     |
| BA-U-48     | Leaoha Ghozai - 5 grottes et 6 abris sous roche               |      | Zhob              | Sulaiman Range                                                                |             | à géolocaliser | Image manquante Téléverser                     |
| BA-U-49     | Mughal Ghundai                                                |      | Zhob              | [ 10 ]                                                                        |             | à géolocaliser | Image manquante Téléverser                     |
| BA-U-50     | Musazai                                                       |      | Zhob              | [ 10 ]                                                                        |             | à géolocaliser | Image manquante Téléverser                     |
| BA-U-51     | Sanctuaire de Palwan Baba                                     |      | Zhob              | Région de Mughalkot                                                           |             | à géolocaliser | Image manquante Téléverser                     |
| BA-U-52     | Paryan-o-Ghundi (ou Periano Ghundai) (détruit vers 1950)      |      | Zhob              | 2 miles west of Zhob,                                                         |             | à géolocaliser | Image manquante Téléverser                     |
| BA-U-53     | Tombe de Qais Rashid                                          |      | Zhob              | Au sommet du mont Suleman                                                     |             | à géolocaliser | Image manquante Téléverser                     |
| BA-U-54     | Sanctuaire de Zakoo Nika                                      |      | Zhob              | près de Zhob                                                                  |             | à géolocaliser | Image manquante Téléverser                     |
| BA-U-55     | Balochistan Arts Council                                      |      | Quetta            | Quetta                                                                        |             | à géolocaliser | Image manquante Téléverser                     |
| BA-U-56     | Tunnel de Khojak                                              |      | Killa Abdullah    | près de la frontière afghano-pakistanaise à Chamman                           |             | à géolocaliser | Tunnel de Khojak                               |
| BA-U-57     | Hinglaj Mata (Rani ki Mandir)                                 |      | Lasbela           | Hinglaj                                                                       |             | à géolocaliser | Hinglaj Mata (Rani ki Mandir)                  |